# 南川町 (名古屋市)
南川町（みなみかわちょう）は、愛知県名古屋市西区の地名。丁番を持たない単独町名である。住居表示未実施。

## 地理
名古屋市西区北部に位置する。東は五才美町・市場木町、北は八筋町、南西は上小田井に接する。

## 歴史

### 町名の由来
大字上小田井字南之川の名に由来するという。

### 沿革
- 1960年（昭和35年）3月8日 - 上小田井土地区画整理組合の設立が認可される[9]。
- 1972年（昭和47年）10月16日 - 名古屋相互銀行（のち名古屋銀行）小田井支店が設置される[10]。
- 1975年（昭和50年）10月15日 - 西区山田町大字上小田井字北之川・字南之川・字飛越・字宮越・字墓貫・字高道・字南大津場・字北大津場の各一部により、同区南川町として成立[11]。
- 1976年（昭和51年）10月21日 - 岡崎信用金庫小田井支店が設置される[10]。

## 世帯数と人口
2019年（平成31年）2月1日現在の世帯数と人口は以下の通りである。
| 町丁   | 世帯数  | 人口    |
| ------ | ------- | ------- |
| 南川町 | 706世帯 | 1,322人 |

## 学区
市立小・中学校に通う場合、学校等は以下の通りとなる。また、公立高等学校に通う場合の学区は以下の通りとなる。
| 番・番地等 | 小学校               | 中学校               | 高等学校 |
| ---------- | -------------------- | -------------------- | -------- |
| 全域       | 名古屋市立山田小学校 | 名古屋市立山田中学校 | 尾張学区 |

## 交通
- 愛知県道63号名古屋江南線[7]

## 施設
- 高道公園[14]

上小田井土地区画整理組合の事業により整備されたという。
- 名古屋銀行小田井支店[14]
- 岡崎信用金庫小田井支店[10]

## その他

### 日本郵便
- 郵便番号 : 452-0814[4]（集配局：名古屋西郵便局[15]）。